# Associação Acreditar
A Associação Acreditar é uma IPSS que visa enfrentar os desafios que o cancro infantil impõe aos círculos social e familiar, de modo a tentar proporcionar-lhes uma melhor qualidade de vida.

## História

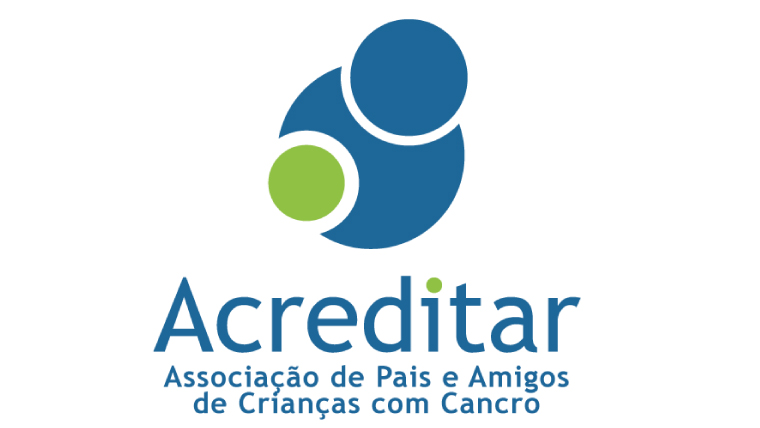
Identidade visual da Associação Acreditar, que contribui com os pais e amigos das crianças com cancro de modo a proporcionarem-lhes uma melhor qualidade de vida.

A associação portuguesa foi fundada em 1994 por Ana Corrêa Nunes, que após o diagnóstico de cancro da sua filha e, posteriormente, ter ultrapassado o período de tratamento, apercebeu-se da necessidade de estabelecer uma resposta social face aos momentos vividos durante a doença oncológica, por meio duma rede de apoio que haveria de acompanhar os pais e as crianças durante o diagnóstico, o tratamento e o pós-tratamento. 
O nome provém, segundo a fundadora, de facto de “quando os nossos filhos são diagnosticados com cancro procuramos acima de tudo razões de esperança."
Desta forma, seria o objetivo da Acreditar promover um sentido de comunidade e, pelo que, algumas das suas áreas de atuação, a disponibilização gratuita de casas de acolhimento às famílias que tiveram de ser deslocadas das suas residências de modo a acompanhar o tratamento dos respetivos filhos e a prestação de serviços pedagógicos e voluntariado hospitalar e domiciliar.
É de notar que desde que foi criada, a associação assistiu a mais de dez mil famílias de crianças com cancro, através dos serviços de voluntariado, pedagógico e o apoio prestado nas suas respetivas casas de acolhimento. 
O voluntariado domiciliário prestado visa capacitar e fornecer um suporte social às famílias com visitas que podem abranger desde brincar e apoiar a família nas suas atividades quotidianas até estimular desenvolvimento de competências cognitivas das crianças. 
O voluntariado hospitalar, por sua vez, conta com a atuação nos quatro hospitais em Portugal com serviço de Oncologia Pediátrica, sendo estes: Instituto Português de Oncologia do Porto e Hospital de São João; Hospital Pediátrico de Coimbra; Instituto Português de Oncologia de Lisboa e o Hospital Dr. Nélio Mendonça, na Madeira. As atividades abrangem desde palestras de sensibilização, sessões de visita, leitura e brincadeiras aos pacientes oncológicos infantis.
Além disto, os voluntariados domiciliares e hospitalares podem contar com a integração ao projeto pedagógico de reintegração escolar, Aprender+, para suprir as dificuldades de ensino, através de um plano individual de intervenção construído com a família e a escola e concretizado por voluntários da Acreditar com formação em educação, psicologia ou com experiência nas áreas de desenvolvimento infantil. 
Ademais, as casas Acreditar encontram-se disponíveis a receber dezenas de famílias ao mesmo tempo, como um porto de abrigo, e contam diariamente com visitas de voluntários às famílias, dos quais se encontram disponíveis ao apoio burocrático que possam necessitar.

## Gestão
Atualmente, a fundadora da Acreditar, Ana Nunes, não pertence aos cargos de gestão, embora ainda faça, juntamente com outros pais, voluntariado no serviço de pediatria do Instituto Português de Oncologia de Lisboa, recebendo e acompanhando as famílias. Contudo, a associação conta com a gestão de João Bragança, como presidente, desde 2002, e com a diretoria-geral de Margarida Cruz. 

## Repercussão e Legado
Em 2018, a Tranquilidade entregou um donativo de cinco mil euros a Acreditar - Associação de Pais e Amigos de Crianças com Cancro, destinado às obras de ampliação da casa de acolhimento de Lisboa.
Em 2020, a rede de supermercados Pingo Doce realizou um donativo de 98 mil euros à associação.
Em 2023, empresa Mimosa promoveu uma campanha de Natal, “Leite do Pai Natal”, cuja venda dos leites com a embalagem da campanha reverteram 15 mil euros em bolsas de estudo para crianças e jovens apoiados pela instituição. 
Em 2024, o Mercado Municipal D. Pedro V organizou uma maratona solidária, “1ª Maratona Coimbra a Pedalar”, com o apoio da Câmara Municipal de Coimbra, da União das Freguesias de Coimbra, em vista a angariar fundos à associação.